# Italikus népek

Az Appennini-félszigeten, a szigeteken és Észak-Afrikában beszélt nyelvi rendszerek

Fő értelemben az italikusok azok az Itáliában letelepedett indoeurópai népek, amelyek az indoeurópai nyelvcsaládhoz tartozó italikus nyelveken (oszko-umber és latin-faliszita) beszéltek.
Szűkebb értelemben azonban az italikusok kizárólag az oszko-umber nyelveket beszélő népeket jelenti, amelyek az Appenninek hegygerince mentén telepedtek le, Umbriától Calabriáig. Tágabb értelemben, a történetírásban, de a nyelvészetben nem visszatérően, az italikusok körébe tartoznak az Itáliában letelepedett ókori népek, ideértve a nem indoeurópai nyelvű népeket is, például a ligurokat, a raetiket és az etruszkokat.

## Különféle megjelenéseik

### Italikusok mint oszko-umberek vagy a szabelliciek
A legszűkebb értelemben az italikusokat – különösen a nyelvészek – az oszko-umber vagy szabella népekhez tartozó embereknek tekintik, akiket az oszko-umber nyelvek, az italikus nyelvek egyik ága jellemez. Appennini-félsziget az i. e. 1. évezred és az 1. évezred első századai között Ezt a jelentését általában a nyelvészetben és a szakirodalomban használják.

### Italikusok, például az oszko-umberek és a latin-falisziták
Tágabb értelemben, a „közös italikus”, vagy a protoitál nyelv fogalmán alapulva, amely inkább „az őskori és a protohisztorikus konvergenciák gyümölcseként”, semmint „rekonstruálható őskori nyelvként” értendő, az italikus mindkét nyelv halmazát jelenti. az oszko-umber és latin-faliszita nyelvet beszélő népek, ez utóbbiakba valószínűleg a szicíliai és a velenceiek is tartoznak, tehát a többi, ugyancsak indoeurópai népek kizárásával, de nagyobb családokba tartozó népek is kiterjedtek. más európai területek: például Golasecca lakói, a kelta családhoz tartozó cisalpi gallok és a japigok (daunok, peucsecik és messzapok). A preindoeurópai ajkú alpesi populációk egész sora, mint például a kamuniaiak és a raetiek, az etruszkok, az euganok és a ligurok nem lennének részesei (még akkor sem, ha az utóbbiak számára az ősi indoeurópai lehetőséget javasolták is).

### Italikusok mint az ókori Itália összes népe
Még tágabb értelemben (de nyelvi szinten helytelen) az „italikus” kifejezést általánosságban az Alpoktól délre fekvő összes ókori nép megjelölésére is használták, beleértve a fent említett ligurokat, rétieket és etruszkokat, akik nem beszéltek indoeurópai nyelveken. Az ókori görögök Magna Graecia populációit, akikkel kapcsolatba kerültek, az „Italiotes” kifejezéssel jelölték: ezt a későbbiek is átveszik.

## Az „italikusok” fogalmának fejlődése
Kezdetben az indoeurópaiak hajlottak arra, hogy a különböző, italikus nyelveket beszélő, vagy az ókorban kizárólag itáliai területen bizonyított indoeurópai nyelvcsaládokhoz tartozó indoeurópai népek számára egy egységes indoeurópai ágat feltételezzenek, párhuzamosan pl. a kelta vagy germán, és ehhez a közös „italikus” címkével azonosítják; Antoine Meillet (1866–1936) e hipotézis vezetőjének tekinthető. Alois Walde (1869–1924) munkásságától kezdve azonban ezt az egységes rendszert radikális kritika érte; Ebben az értelemben meghatározóak voltak Vittore Pisani (1899–1990) és később Giacomo Devoto (1897–1974) érvei, akik két különálló indoeurópai ág létezését azonosították, amelyekbe be lehet sorolni. az italikus nyelveket és az azokat beszélő népeket. A második világháborút követő években újrafogalmazott, két különböző indoeurópai család létezésére vonatkozó különféle rekonstrukciók végérvényesen meghonosodtak, még akkor is, ha az őket elválasztó vagy közelebb hozó sajátosságok, valamint a család pontos folyamatai, kialakulása és Itálába való behatolása továbbra is a történeti nyelvészet kutatásának tárgya marad.

## Fordítás
- Ez a szócikk részben vagy egészben  az   Italici című olasz Wikipédia-szócikk ezen változatának fordításán alapul.  Az eredeti cikk szerkesztőit annak laptörténete sorolja fel. Ez a jelzés csupán a megfogalmazás eredetét és a szerzői jogokat jelzi, nem szolgál a cikkben szereplő információk forrásmegjelöléseként.

## Bibliográfia
- Devoto, Giacomo. Gli antichi Italici, 2, Firenze: Vallecchi (1951)
- Lingue preromane d'Italia. Origini e fortune (1978)
- Pallottino, Massimo. Storia della prima Italia (1984)
- Villar, Francisco. Gli Indoeuropei e le origini dell'Europa. Bologna: Il Mulino (1997). ISBN 88-15-05708-0